# تحصیل چوآسیدن شاه
تحصیل چوآسیدن شاه (به انگلیسی: Choa Saidan Shah Tehsil) یک تحصیل در پاکستان است که در پنجاب واقع شده‌است.